# Mapa aditivo
En álgebra, un mapa aditivo, mapa Z-lineal o función aditiva es una función f que conserva la operación de suma:
{\displaystyle f(x+y)=f(x)+f(y)}
para cada par de elementos x e y en el dominio de f. Por ejemplo, cualquier mapa lineal es aditivo. Cuando el dominio son los números reales, esta es la ecuación funcional de Cauchy. Para un caso específico de esta definición, ver polinomio aditivo.
Más formalmente, un mapa aditivo es un homomorfismo del módulo Z. Dado que un grupo abeliano es un módulo Z, puede definirse como un homomorfismo de grupo entre grupos abelianos.
Los ejemplos típicos incluyen mapas entre anillos, espacios vectoriales o módulos que preservan el grupo aditivo. Un mapa aditivo no conserva necesariamente ninguna otra estructura del objeto, por ejemplo, el funcionamiento del producto de un anillo.
Si f y g son mapas aditivos, entonces el mapa f + g (definido puntualmente) es aditivo.
Un mapa V × W → X que es aditivo en cada uno de los dos argumentos por separado se llama mapa bi-aditivo o mapa Z-bilineal.